# Happy (песня Марины Диамандис)
«Happy» — песня валлийской певицы и автора песен Marina and the Diamonds. Для раскрутки альбома Froot, была создана промокампания «Froot of the Month», предполагающая выпускать сингл их альбома каждый месяц вплоть до его релиза, в том числе и «Happy». Песня является первой в альбоме Froot и была выпущена в качестве второго сингла 12 декабря 2014 года. Акустическое видео на песню было выпущено 18 декабря на YouTube.

## История создания
Песня «Happy» была полностью написана Диамандис. В песне она передаёт, как боролась за возможность быть счастливой. Диамандис прокомментировала выбор песни в качестве следующего альбомного сингла: «Это было очень легко». Она считала, что возможно многим не понравится такой выбор, но она сказала: «Это было слишком предсказуемо». Предварительный заказ альбома Froot был доступен только в Австралии и Новой Зеландии, поэтому, кто оформил такой заказ, получил сингл «Happy» за час до его премьеры на YouTube. Таким образом, песня была выпущена в качестве второго сингла в поддержку альбома 12 декабря 2014 года. Продюсером сингла выступил Дэвид Костэн.

### Музыкальное видео

Кадр из акустического видео «Happy»

Диамандис представила аудио песни «Happy» на своём канале YouTube 11 декабря 2014 года. В начале видео появляется чёрный фон, напоминающий космос; также на нём присутствуют звёзды, анимированные фрукты и космические объекты. Менее, чем за день, видео просмотрели более полмиллиона раз.
18 декабря 2014 года было представлено акустическое видео на песню. На протяжении всего видео, Диамандис исполняет акустическую версию песни в тёмной зеркальной комнате, освещенной синими прожекторами. Лица её музыкальной группы не показываются. Певица одета в длинный золотой плащ. Режиссёром видео выступил Пол Кэслин, который также снял музыкальное видео на песню Диамандис «Immortal». На данный момент, видео просмотрели более полтора миллиона раз.

## Реакция критиков
Песня получила в целом хорошие отзывы от музыкальных критиков. Брэдли Стэрн из Idolator назвал песню «мягкой и жгучей балладой» с «призывом надеяться на лучшее». Майкл Крэгг из The Guardian заявил, что трек звучит, как «искупительный» и строчки «I believe in possibility» (рус. Я верю в возможность) преломляется, как «солнце из-за облака». Мишель Гизлэни с музыкального сайта Consequence of Sound сказал:

Эта песня — настоящая баллада, приправленная нежными нотками пианино. Напротив, сильный, эмоциональный и как бы фарфоровый голос валлийской певицы даёт ей возможность передать слушателю радость и ликование так, как она хочет — интимно, с размышлениями.
Оригинальный текст (англ.)The song is a bare-bones ballad that’s quietly backed only by the delicate purr of a piano. However, its austerity serves as its greatest strength and allows the Welsh singer to convey joy and exultation on her own terms —  intimately, with much contemplation, and through the use of her emotive, porcelain-like vocals.

Хоть песня и была выпущена в качестве сингла, после выпуска она достигла № 1 в чартах iTunes в 9 странах, № 6 в США, и вошёл в топ-10 в чарте Великобритании. Песня провалилась в чартах многих стран; в Великобритании песня не пошла в зачёт, так как большинство покупок пришлось на предварительные заказы.

## Список композиций
| №  | Название             | Автор(ы)         | Продюсер(ы)                    | Длительность |
| -- | -------------------- | ---------------- | ------------------------------ | ------------ |
| 1. | «Froot» (Сторона A1) | Марина Диамандис | Дэвид Костэн, Марина Диамандис | 5:32         |
| 2. | «Happy» (Сторона A2) | Диамандис        | Дэвид Костэн, Марина Диамандис | 4:01         |

| №  | Название | Автор(ы)         | Продюсер(ы)                    | Длительность |
| -- | -------- | ---------------- | ------------------------------ | ------------ |
| 1. | «Happy»  | Марина Диамандис | Дэвид Костэн, Марина Диамандис | 4:01         |

| №  | Название | Автор(ы)         | Продюсер(ы)                    | Длительность |
| -- | -------- | ---------------- | ------------------------------ | ------------ |
| 1. | «Happy»  | Марина Диамандис | Дэвид Костэн, Марина Диамандис | 4:03         |

## Участники записи
- Marina and the Diamonds (Марина Диамандис) — автор, композитор, вокал
- Дэвид Костэн[англ.] — продюсер

## История релиза
| Регион | Дата            | Формат               | Лейбл            | П.     |
| ------ | --------------- | -------------------- | ---------------- | ------ |
| Земля  | 12 декабря 2014 | Цифровая дистрибуция | Atlantic Records | [ 16 ] |